# Гадзуоло
Гадзуо́ло (итал. Gazzuolo) — коммуна в Италии, располагается в регионе Ломбардия, подчиняется административному центру Мантуя.
Население составляет 2464 человека, плотность населения составляет 112 чел./км². Занимает площадь 22 км². Почтовый индекс — 46010. Телефонный код — 0376.
Покровительницей коммуны почитается Пресвятая Богородица (Santa Maria della Carità), празднование в первое воскресение августа.